# Zarnik, Silistra
Zarnik (în bulgară Зарник, în română Zarnici) este un sat în comuna Kainardja, regiunea Silistra, Dobrogea de Sud, Bulgaria. 
Între anii 1913-1940 a făcut parte din plasa Silistra a județului Durostor, România.

## Demografie
Componența etnică a satului Zarnik
     Turci (92,96%)
     Bulgari (1,65%)
     Nicio identificare (5,38%)
     Altele (0%)
La recensământul din 2011, populația satului Zarnik era de 483 locuitori. Din punct de vedere etnic, majoritatea locuitorilor (92,96%) erau turci, cu o minoritate de bulgari (1,65%). Pentru 5,38% din locuitori nu este cunoscută apartenența etnică.